# Italiaanse gemeente

Administratieve indeling van Italië:
Regio's (zwarte indeling)
Provincies (donkergrijze indeling)
Comuni of gemeentes (lichtgrijze indeling)

Een Italiaanse gemeente of comune (Italiaans, mv: comuni) is een bestuurlijke indeling in Italië, gelijkaardig aan de Belgische of Nederlandse gemeente. 
Het is de derde bestuurslaag van Italië, na de regione (regio, mv: regioni) en provincia (provincie, mv: province), provincies dewelke soms ook het statuut van città metropolitana (metropolitane stad) hebben. De comune kan ook na toelating van de Italiaanse staat de titel città (stad) dragen.
Hoewel elke gemeente behoort tot een provincie, treedt de provincie wel niet op als tussenpersoon in de betrekkingen van de gemeente met de regio en de regio of provincie treedt ook niet op als tussenpersoon in de betrekkingen van de gemeente met de staat, aangezien de gemeente, begiftigd met rechtspersoonlijkheid, directe betrekkingen kan hebben met de regio en met de staat. Alle bovengenoemde lokale overheden reguleren, met hun eigen regelgeving, in overeenstemming met het statuut, de algemene organisatie van kantoren en diensten, op basis van criteria van autonomie, functionaliteit en kosteneffectiviteit van het beheer en volgens de principes van professionaliteit en verantwoordelijkheid.

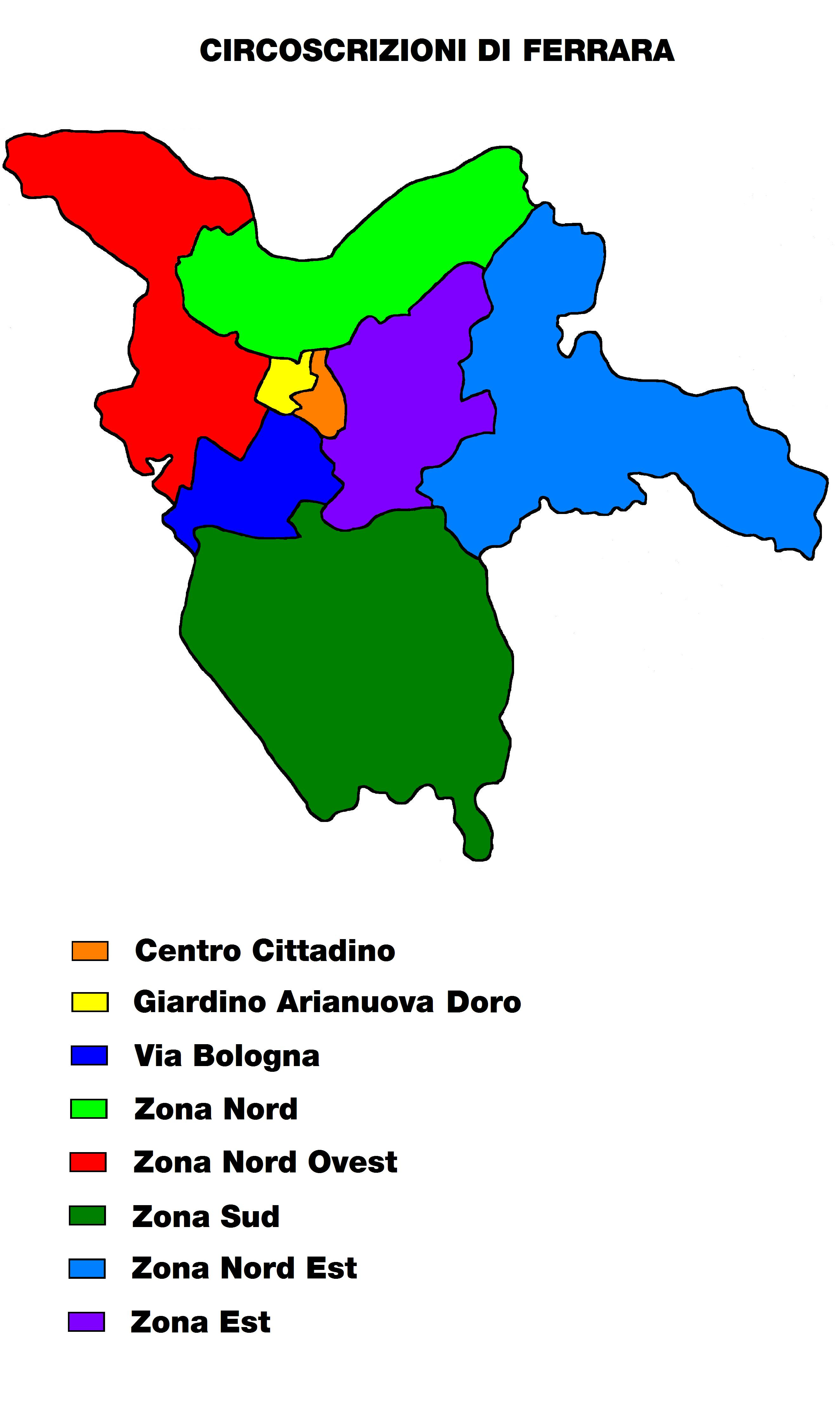
De circoscrizioni van Ferrara

De functie van de gemeente wordt beschreven in art. 114 van de grondwet van de Italiaanse Republiek, en wordt door meerdere andere wetten verder verfijnd. Een gemeente die op basis van de geconstateerde antropogeografische omstandigheden bestaat uit duidelijk te scheiden delen, moet ook worden onderverdeeld in frazioni, die op hun beurt ook een beperkte autonomie kunnen hebben. Bij grote gemeentes met minstens 250.000 inwoners is er een onderverdeling in circoscrizioni verplicht, en bij gemeentes met 100.000 tot 249.999 inwoners facultatief, waarbij een circoscrizione een aantal van de taken opneemt die bij kleinere gemeentes veelal op gemeentelijk bestuursniveau worden geregeld. Circoscrizioni gelden daarbij ook als aparte kiesdistricten. Bij fusiegemeentes, kan het gemeentebestuur ervoor kiezen de voormalige gemeenten het statuut van municipio toe te kennen, als een derde vorm van subgemeentelijke indeling.
In de autonome regio Valle d'Aosta wordt een comune zowel in het Frans als in het Italiaans officieel ook een comune genoemd. De plaatsnamen zelf zijn allemaal Frans, behalve de hoofdstad Aosta/Aoste, die ook de enige città of ville in de regio is.
In de provincie Zuid-Tirol geldt dat de comuni in het Duits worden aangeduid als 
- Gemeinde, voor gemeenten die niet de titel van stad hebben gekregen;
- Stadtgemeinde, voor gemeenten die de titel van stad hebben gekregen;
- Marktgemeinde, gereserveerd voor gemeenten die al de titel Marktgemeinde genoten in het Oostenrijks-Hongaarse rijk, vóór de annexatie van Zuid-Tirol bij het Koninkrijk Italië na de Eerste Wereldoorlog. Na de Tweede Wereldoorlog nam de regionale regering de toekenning van deze titel over, waardoor deze werd toegekend aan gemeenten met ten minste 5 000 inwoners. De Italiaanse vertaling is "borgata".

Van de 116 Zuid-Tiroolse gemeenten hebben er 16 de titel van Marktgemeinde en 8 die van Stadtgemeinde.

## Taken en bestuursorganen

Dienstwagen van de Polizia Comunale van Campiglia Marittima

De gemeente biedt essentiële openbare diensten: registratie van geboorten en overlijdens, registratie van akten, vaststelling en naleving van de jaarlijkse gemeentelijke begroting, onderhoud van lokale wegen, openbare werken en beheer van openbare gebouwen. Veel comuni hebben een Polizia Comunale (Gemeentepolitie), die verantwoordelijk is voor de openbare orde en openbare veiligheid. De gemeente houdt zich ook bezig met de definitie en naleving van de piano regolatore generale (algemeen regelgevend plan), een document dat de bouwactiviteit binnen de gemeenschappelijke ruimte regelt.
Alle gemeenschappelijke structuren of scholen, sport- en culturele structuren zoals gemeentelijke bibliotheken, theaters, enz. worden beheerd door de comuni. Comuni moet een eigen gemeentelijk statuut hebben en een klimatologische en seismische classificatie van hun grondgebied hebben met het oog op risicobeperking en civiele bescherming. Comuni houdt zich ook bezig met het afvalbeheer.
De wet van 14 maart 2013 regelt hierbij de openbaarheid van bestuur en garandeert volledige toegankelijkheid van gegevens en documenten die in het bezit zijn van overheidsdiensten, teneinde de rechten van burgers te beschermen, de deelname van belanghebbende partijen aan administratieve activiteiten te bevorderen en wijdverbreide vormen van controle op de uitoefening van institutionele functies en het gebruik van overheidsmiddelen.

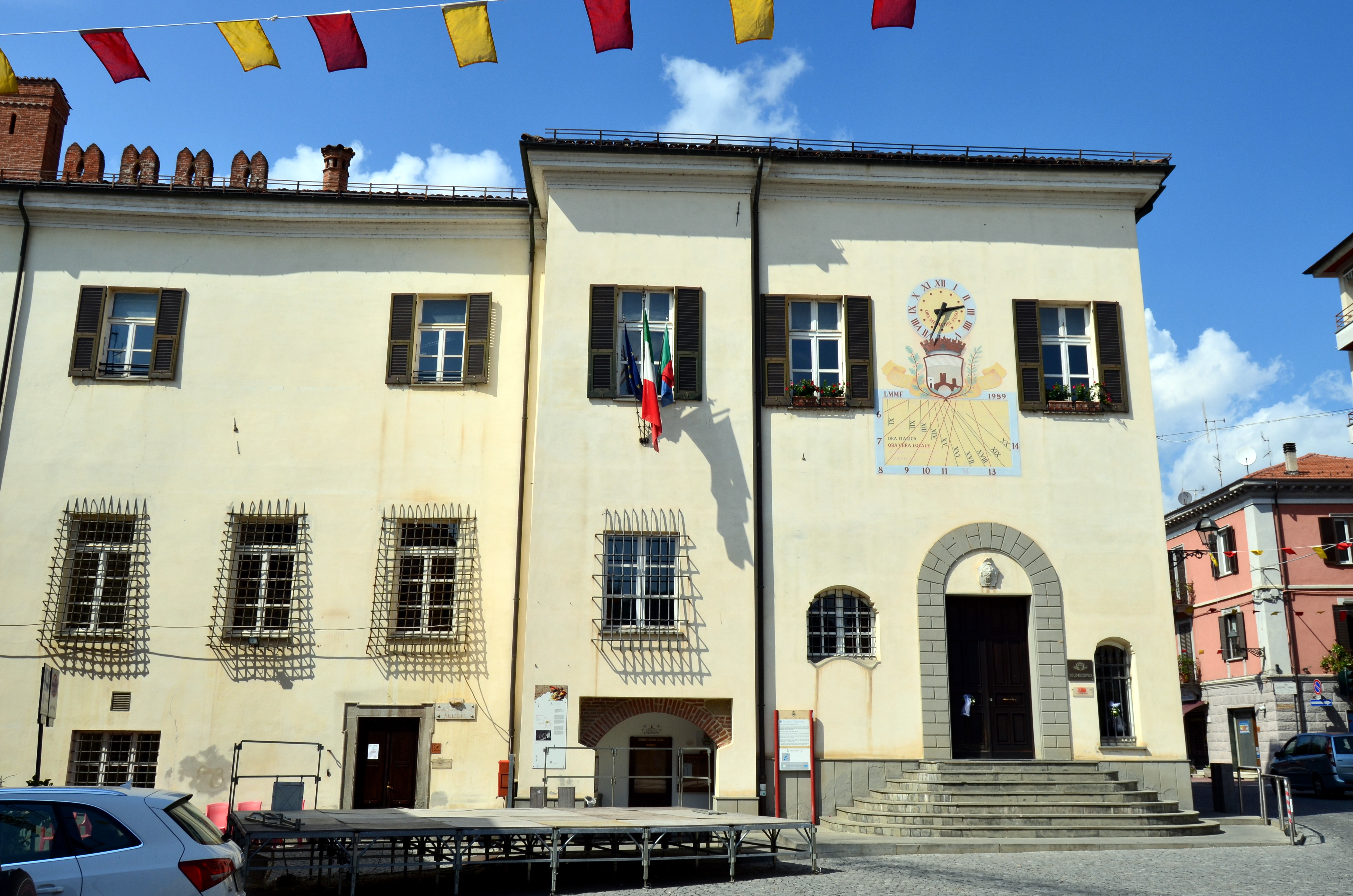
Het palazzo comunale van Millesimo

Een comune of gemeente wordt geleid door een sindaco of sindaca (burgemeester), bijgestaan door een wetgevend orgaan, de consiglio comunale (gemeenteraad), en een uitvoerend orgaan, de giunta comunale (gemeentelijk comité). De burgemeester en de leden van de consiglio comunale worden samen gekozen door ingezeten burgers. De sindaco of sindaca heeft een ambtstermijn van 5 jaar, tenzij hij of zij het vertrouwen wordt ontnomen, ontslag neemt of overlijdt. Totdat er een nieuwe burgemeester is gekozen, wordt de gemeente bestuurd door een regeringscommissaris.
De giunta comunale wordt voorgezeten door de burgemeester, die andere leden benoemt, assessori genaamd, van wie er één als vicesindaco (loco-burgemeester) fungeert. De kantoren van de comune zijn gehuisvest in een gebouw dat gewoonlijk de municipio of palazzo comunale (gemeentehuis of stadhuis) wordt genoemd.

### Kiesstelsel
In de regio's met normale status worden de gemeentes voor de toepassing van het kiesstelsel in twee categorieën verdeeld:
- Voor gemeenten tot 15.000 inwoners geldt het eenvoudige meerderheidssysteem: de burgemeester wordt gekozen door de persoon die de meeste stemmen krijgt, terwijl de lijst die hem steunt over het algemeen twee derde van de zetels in de gemeenteraad krijgt.
- Voor gemeenten met meer dan 15.000 inwoners geldt: Als een kandidaat een absolute meerderheid van de uitgebrachte stemmen behaalt, wordt hij of zij in de eerste stemronde tot burgemeester gekozen. Als geen enkele kandidaat dit quorum haalt, is een tweede ronde tussen de twee sterkste kandidaten vereist. De coalitie van de gekozen burgemeester krijgt meestal 60% van de zetels in de gemeenteraad.

De regionale kieswetten in de autonome regio's met speciale statuten hebben in wezen de nationale regelgeving overgenomen. Er zijn echter regionale eigenaardigheden.
- Op Sicilië zijn gemeenten onderverdeeld in drie categorieën:
  - Tot 10.000 inwoners geldt het stelsel van de gewone meerderheid,
  - meer dan 10.000 tot 15.000 het stelsel van evenredige vertegenwoordiging zonder de mogelijkheid van een tweede verkiezingsronde,
  - meer dan 15.000 inwoners, het evenredige systeem met mogelijke een tweede verkiezingsronde.
- Voor de gemeenten in de provincie Bolzano voorziet de kieswet van Trentino-Alto Adige in speciale regelingen om een adequate vertegenwoordiging van de Duitse, Italiaanse en Ladinische taalgroepen te waarborgen.

### Bijzondere status van Rome
Volgens de grondwet heeft Rome een speciale status als hoofdstad van Italië. Dit is verduidelijkt door aanvullende regelgeving die Rome uitgebreide functies toekennen: het behoud van cultureel erfgoed, sociale en economische ontwikkeling, met name op het gebied van de industrie en het toerisme, stadsontwikkeling en ruimtelijke ordening, de organisatie en exploitatie van gemeentelijke diensten, met name het openbaar vervoer en civiele bescherming.
De aanduiding van de gemeenteraad als de "Capitolijnse Vergadering" (Italiaans: assemblea capitolina) en de gemeentelijke overheid als de "Capitolijnse Commissie" (Italiaans: giunta capitolina) zijn daarbij bedoeld om de bijzondere positie van Rome te onderstrepen.

## Statistische gegevens
In januari 2024 waren er volgens het Istituto Nazionale di Statistica (ISTAT) 7.896 comuni in Italië. In 1861, het jaar van de eenwording van Italië, waren er 7.720 gemeenten. Bij de volkstelling van 1921 werd het grootste aantal gemeenten geregistreerd, namelijk 9.195, terwijl bij de volgende volkstelling in 1931, als gevolg van talrijke gemeentefusies, 7.311 gemeentes werden geregistreerd, wat het laagst aantal gemeentes was dat op elk mogelijk tijdstip werd geteld.
Comuni variëren aanzienlijk in grootte en populatie. De gemeente Rome, in de Città Metropolitana di Roma Capitale van de regio Lazio, heeft bijvoorbeeld een oppervlakte van 1.287,36 km² en een bevolking van 2.758.454 inwoners, en is zowel de grootste als de meest bevolkte. Atrani in de provincie Salerno van de regio Campania was de kleinste gemeente qua oppervlakte, met een oppervlakte van slechts 0,1206 km², en Morterone in de provincie Lecco van de regio Lombardije is de kleinste qua bevolking. Kijkend naar bevolkingsdichtheid, leidt Casavatore de lijst en heeft Briga Alta de laagste bevolkingsdichtheid. Veel hedendaagse comuni hebben een status als lokale bestuursentiteit van meerdere eeuwen en soms millennia.

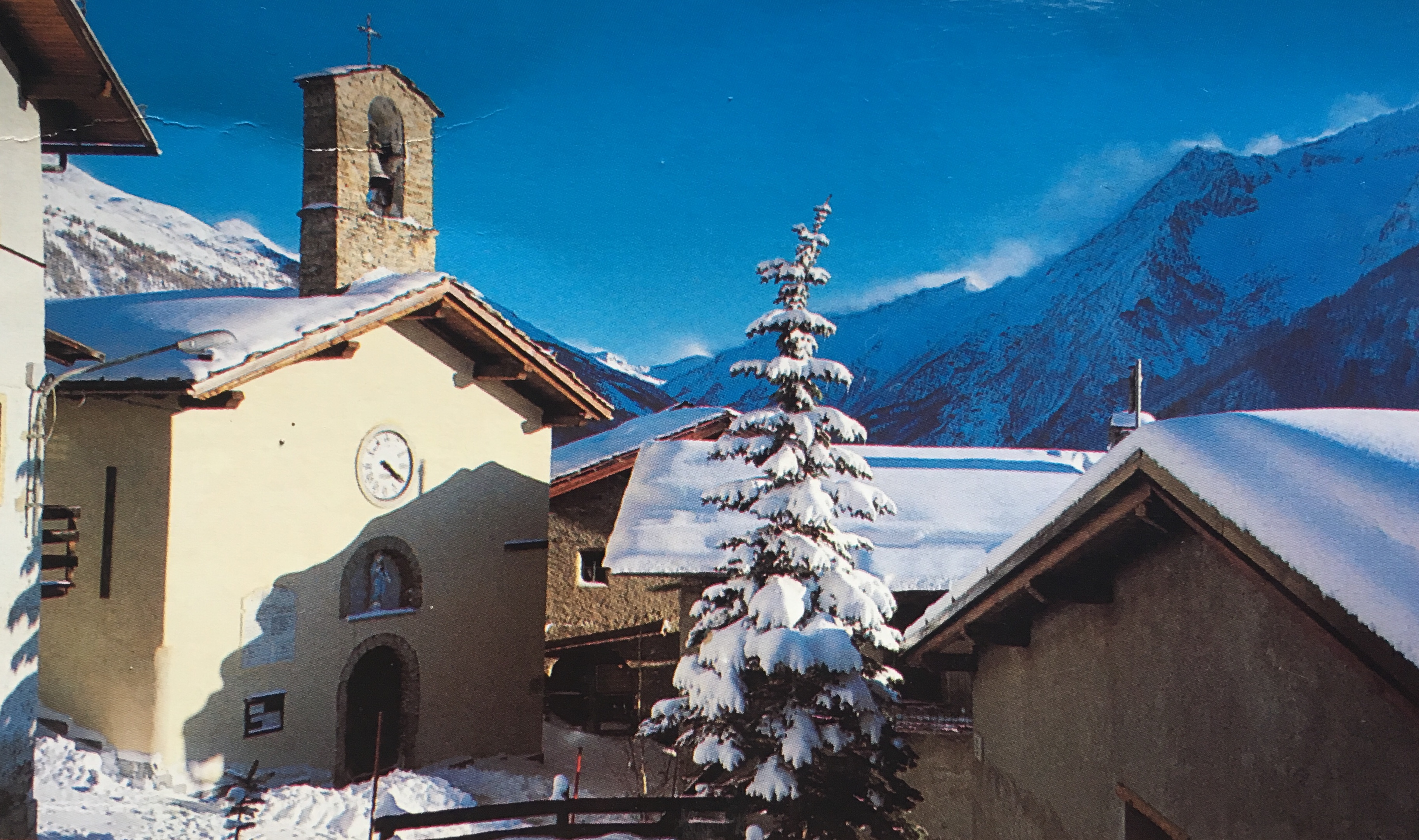
De kerk Chiesa di Sant'Antonio Abate in Champlas du Col, onderdeel van de hoogst gelegen gemeente Sestriere

De noordelijkste gemeente is Predoi, de zuidelijkste Lampedusa e Linosa, de meest westelijke Bardonecchia en de meest oostelijke Otranto. De hoogst gelegen (hoogte gemeentehuis) gemeente is Sestriere op 2.035 m. De comune met de langste naam is San Valentino in Abruzzo Citeriore, terwijl de comuni met de kortste naam Lu, Ne, Re, Ro en Vo zijn. In alfabetische volgorde is Abano Terme de eerste en Zungri de laatste gemeente.
De bevolkingsdichtheid van de comuni verschilt sterk per provincie en regio. De provincie Barletta-Andria-Trani, bijvoorbeeld, heeft 381.091 inwoners in 10 gemeenten, of meer dan 39.000 inwoners per gemeente, terwijl de provincie Isernia 81.415 inwoners heeft in 52 gemeenten, of 1.640 inwoners per gemeente.

### Comuni naar grootte
Op basis van de bevolkingscijfers van 1 januari 2021 kunnen de toen bestaande gemeentes als volgt ingedeeld worden naar bevolkingscijfers.
| Bevolking in gemeentes             | Aantal betrokken gemeenten | Aantal betrokken gemeenten | Aandeel in totale bevolking | Aandeel in totale bevolking |
| Bevolking in gemeentes             | Aantal                     | %                          | Inwoners                    | %                           |
| ---------------------------------- | -------------------------- | -------------------------- | --------------------------- | --------------------------- |
| 500.000 of meer inwoners           | 6                          | 0,08%                      | 7.170.310                   | 12,10%                      |
| tussen 250.000 en 499.999 inwoners | 6                          | 0,08%                      | 1.874.966                   | 3,16%                       |
| tussen 100.000 en 249.999 inwoners | 32                         | 0,40%                      | 4.749.945                   | 8,02%                       |
| tussen 60.000 en 99.999 inwoners   | 58                         | 0,73%                      | 4.446.634                   | 7,50%                       |
| tussen 20.000 en 59.999 inwoners   | 404                        | 5,11%                      | 13.253.362                  | 22,37%                      |
| tussen 10.000 en 19.999 inwoners   | 698                        | 8,83%                      | 9.662.013                   | 16,31%                      |
| tussen 5.000 en 9.999 inwoners     | 1.179                      | 14,92%                     | 8.331.631                   | 14,06%                      |
| tussen 3.000 en 4.999 inwoners     | 1.087                      | 13,75%                     | 4.222.171                   | 7,13%                       |
| tussen 2.000 en 2.999 inwoners     | 921                        | 11,65%                     | 2.258.907                   | 3,81%                       |
| tussen 1.000 en 1.999 inwoners     | 1.520                      | 19,23%                     | 2.213.443                   | 3,74%                       |
| tussen 500 en 999 inwoners         | 1.101                      | 13,93%                     | 811.919                     | 1,37%                       |
| minder dan 500 inwoners            | 892                        | 11,29%                     | 262.265                     | 0,44%                       |
| Totaal                             | 7.904                      | 100,00%                    | 59.257.566                  | 100,00%                     |

## Heraldiek

Het typische symbool voor een comune, zoals het voorkomt in het bovenste deel van het wapen van een gemeente

De wapenschilden, banieren en vlaggen van de comuni worden toegekend bij decreet van de Presidente del Consiglio dei ministri della Repubblica Italiana (premier) door de Heraldische afdeling van het Bureau van Staatsceremonieel en Onderscheidingen (de opvolger van de Consulta Araldica).
In het wapen van een gemeente komt de muurkroon bovenaan het wapen voor als symbool van gemeentelijke autonomie, als tegensymbool van de monarchistische koningskroon. De kroon van de gemeente (behoudens afwijkende concessies) wordt gevormd door een cirkel van muren die worden geopend door vier poorten (waarvan er drie zichtbaar zijn) met twee muurcordons aan de randen die een ring van muren ondersteunen die worden geopend door zestien poorten (negen zichtbaar), elk bekroond door zwaluwstaartkantelen (Ghibellijnse stijl), allemaal van zilver en ommuurd in zwart.

## Titel van stad

Het typische symbool voor een città, zoals het voorkomt in het bovenste deel van het wapen van de meeste steden

De titel van città (stad) wordt in Italië toegekend aan comuni die deze titel hebben gekregen bij decreet van de koning van Italië (tot 1946) of van het voorlopige staatshoofd (van 1946 tot 1948) of, later, van de president van de republiek (na 1948), op voorstel van het ministerie van Binnenlandse Zaken, waaraan de betrokken gemeente een concessieaanvraag indient, op grond van hun historisch, artistiek, maatschappelijk of demografisch belang.
De comuni die de titel van città dragen, dragen gewoonlijk de gouden kroon boven hun wapenschild, behalve bij afwijkende bepalingen in het decreet tot goedkeuring van het wapen. "De kroon van de stad wordt gevormd door een gouden cirkel geopend door acht stadspoorten (vijf zichtbaar) met twee afgezette muren aan de randen, die acht torens ondersteunen (vijf zichtbaar) verbonden door vliesgevels, allemaal in goud en zwart ommuurd."

## Homoniemen
Er zijn niet veel perfecte gelijknamige comuni. Er zijn slechts zes gevallen, met betrekking tot 12 comuni:
- Calliano: Calliano (Asti) en Calliano (Trente)
- Castro: Castro (Bergamo) en Castro (Lecce)
- Livo: Livo (Como) en Livo (Trente)
- Peglio: Peglio (Pesaro-Urbino) en Peglio (Como)
- Samone: Samone (Trente) en Samone (Turijn)
- San Teodoro: San Teodoro (Messina) en San Teodoro (Sardinië)

Dit is vooral het gevolg van het feit dat om homoniemen en verwarring te voorkomen de naam van de provincie of regio aan de naam van de gemeente is toegevoegd. Twee provinciehoofdsteden delen de naam Reggio: Reggio nell'Emilia, de hoofdstad van de provincie Reggio Emilia, in de regio Emilia-Romagna, en Reggio di Calabria, de hoofdstad van de gelijknamige metropool, in de regio Calabrië. Veel andere steden of dorpen zijn eveneens gedeeltelijke homoniemen (bijv. Anzola dell'Emilia en Anzola d'Ossola, of Bagnara Calabra en Bagnara di Romagna).